# Un ladro in paradiso
Un ladro in paradiso è un film del 1952 diretto da Domenico Paolella. Si tratta della trasposizione cinematografica del poemetto di Eduardo De Filippo intitolato De Pretore Vincenzo.

## Trama
Un truffatore napoletano, Vincenzo, insieme al compare Gennarino si trova costretto a rubare per vivere. La Vigilia di Natale Vincenzo ruba un servizio di bicchieri per farne dono alla sua fidanzata Nanninella, ma viene scoperto ed arrestato proprio davanti agli occhi di lei. In carcere diventa devoto di San Giuseppe; quando esce, dopo tre mesi, promette a Nanninella di cambiare vita, trovare un lavoro e sposarla. Non riuscendo a trovare lavoro, tuttavia, si ricongiunge con Gennarino ricominciando la solita vita di espedienti. Grazie alla sua devozione che gli fa portare candele a un'immagine del santo, un costruttore offre ai due un lavoro come manovali. Durante il lavoro Gennarino propone di mettere a segno un ultimo colpo rubando le buste paga degli operai, ma proprio in quel momento arriva Nanninella e Vincenzo per salutarla mette un piede su un asse, che si rompe facendolo precipitare al suolo.
Portato all'ospedale, molto grave, durante l'operazione parla con San Giuseppe della sua infanzia senza un padre e con una madre scomparsa quando aveva pochi anni, della sua vita di bambino passata per strada, cercando di convincere San Giuseppe di meritarsi il paradiso, pensandosi ormai morto. Al contrario il santo gli comunica che non è morto, e che il Paradiso va meritato. Svegliatosi, il medico chirurgo gli dice d'essere stato il caso più difficile della sua vita ma di averlo rimesso a posto. Vincenzino però gli dice che avrebbe preferito rimanere in paradiso invece di dover ricominciare a vivere la fatica di vivere. Quando sente che Nanninella attende da ore dichiara a Nanninella e Gennarino di voler cambiare vita.